# Nephodia organa
Nephodia organa là một loài bướm đêm trong họ Geometridae.